# Valstrona
Valstrona – miejscowość i gmina we Włoszech, w regionie Piemont, w prowincji Cusio Ossola.
Według danych na rok 2004 gminę zamieszkiwało 1269 osób, 26,4 os./km².